# Desa Karangnunggal (administrativ by i Indonesien, Jawa Barat, lat -7,65, long 108,14)
Desa Karangnunggal är en administrativ by i Indonesien.   Den ligger i provinsen Jawa Barat, i den västra delen av landet, 210 km sydost om huvudstaden Jakarta.